# Variaciones sobre un tema de Frank Bridge

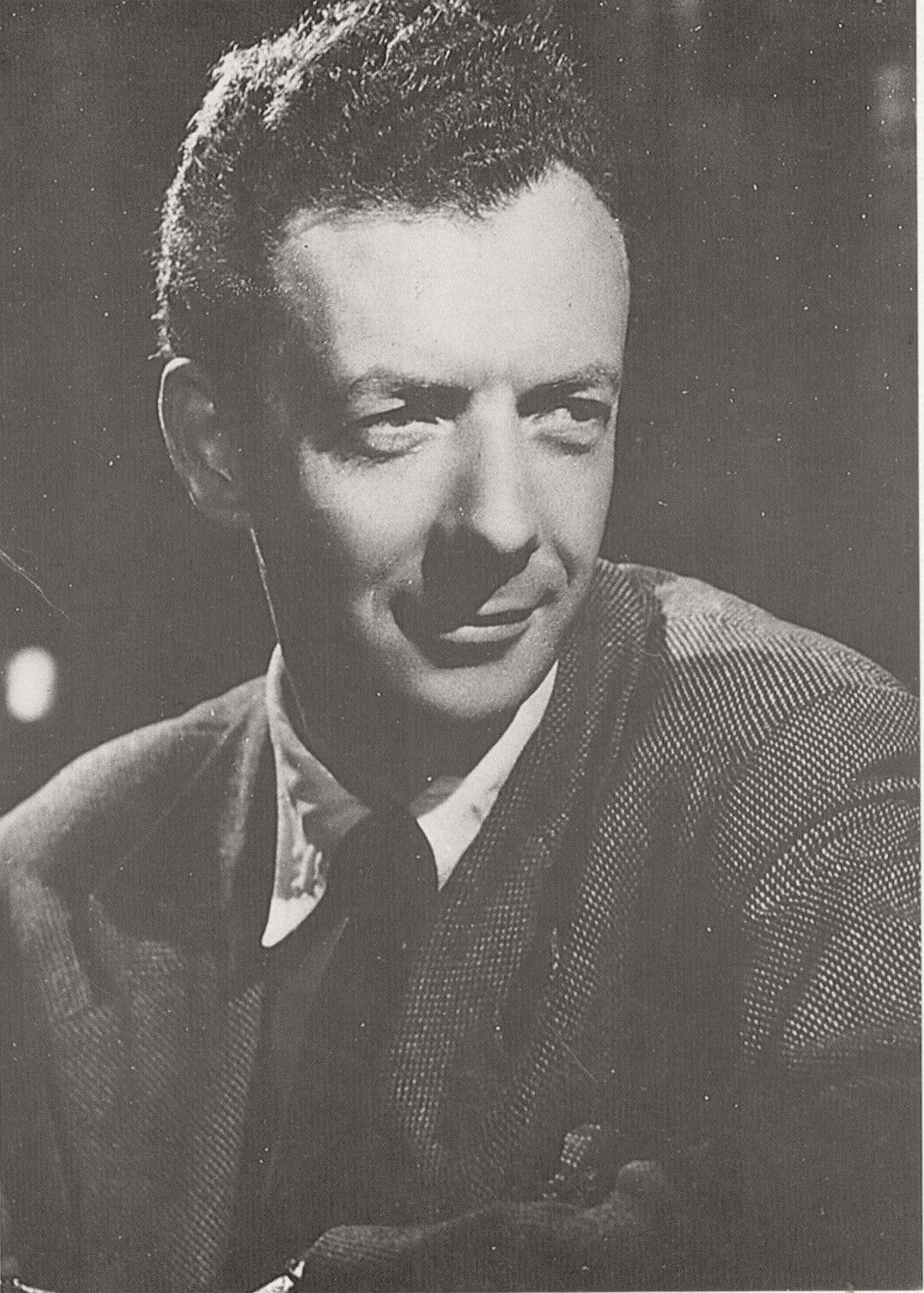
Benjamin Britten, compositor de la obra, en la década de 1940.

Variaciones sobre un tema de Frank Bridge, op. 10, (en inglés, Variations on a Theme of Frank Bridge) es una obra para orquesta de cuerda compuesta por Benjamin Britten en 1937 a petición de Boyd Neel, que dirigió su orquesta en el estreno de la obra en el Festival de Salzburgo de ese año. Fue la obra que dio a conocer al compositor internacionalmente.

## Contexto
Benjamin Britten estudió con Frank Bridge desde 1927. En 1932 empezó a escribir un conjunto de variaciones sobre un tema de una de las obras de Bridge, como homenaje a su maestro, pero se distrajo con otros asuntos y la obra no llegó a ninguna parte.
En mayo de 1937, los organizadores del Festival de Salzburgo invitaron a Boyd Neel y a su orquesta a interpretar tres obras en el Festival de ese año, en agosto, a sólo tres meses vista. Una de ellas debía ser una obra inédita de un compositor británico. Neel conocía a Britten por haber dirigido su partitura para cine Love From a Stranger en 1936, así que le pidió que escribiera una nueva obra para orquesta de cuerda. Britten aceptó el encargo e inmediatamente empezó a trabajar en un nuevo conjunto de variaciones sobre un tema de Bridge. Tomó como tema el segundo de los Three Idylls for string quartet, op. 6, n.º 2. El primer esbozo se completó en diez días, y la obra estaba completamente compuesta el 12 de julio.
Dedicó la obra «A F.B. Un homenaje con afecto y admiración». Tanto Bridge como Britten asistieron a los ensayos de la obra.
La obra se estrenó en concierto, como estaba previsto, el 27 de agosto de 1937 en Salzburgo. Sin embargo, su estreno televisivo tuvo lugar dos días antes; se interpretó en directo en Radio Hilversum el 25 de agosto. Su estreno británico tuvo lugar el 5 de octubre del mismo año.
Fue grabada por primera vez en 1938 por Neel al frente de su propia orquesta de cuerda. No se grabó con el propio Britten hasta 1967, con la Orquesta de Cámara Inglesa para Decca. También ha sido grabada por muchos otros conjuntos, con directores como Herbert von Karajan, Yehudi Menuhin, Charles Groves, Alexander Gibson, Iona Brown y Steuart Bedford.

## Estructura
La obra se estructura de la siguiente forma:
- Introduction and Theme
- Variación 1: Adagio
- Variación 2: Marcha
- Variación 3: Romance
- Variación 4: Aria Italiana
- Variación 5: Bourrée classique
- Variación 6: Wiener Waltzer
- Variación 7: Moto perpetuo
- Variación 8: Funeral March
- Variación 9: Chant
- Variación 10: Fugue and Finale

Cada variación es un guiño a una cualidad específica de la personalidad de Bridge, pero reflejada a través del prisma de la propia personalidad de Britten. El «Adagio» representaba la integridad de Bridge; la «Marcha», su energía; el «Romance», su encanto; el «Aria Italiana», su humor; la «Bourrée», su tradición; el «Wiener Walzer», su entusiasmo; el «Moto perpetuo», su vitalidad; la «Marcha fúnebre», su simpatía; el «Canto», su reverencia; la «Fuga», su habilidad (contiene varias referencias a otras obras de Bridge); y su afecto mutuo aparece en el «Finale». Estas conexiones se hicieron explícitas en la partitura que Britten presentó a Bridge, pero no aparecen en la partitura impresa.
Britten también imitó los estilos de varios compositores como Gioachino Rossini, Maurice Ravel e Ígor Stravinski.
Paul Kildea escribe sobre la pieza:

Though the theme is played in the opening section, it is done so rather whimsically, and it is only at the end of the piece that it is spelled out with weight and clarity.  When it arrives it makes sense of everything that has gone before it, demanding that we start again from the beginning, hearing the work once more, this time with our ears alert.
Aunque el tema se interpreta en la sección inicial, lo hace de forma caprichosa, y sólo al final de la pieza se enuncia con peso y claridad. Cuando llega, da sentido a todo lo que le ha precedido, exigiendo que empecemos de nuevo desde el principio, escuchando la obra una vez más, esta vez con los oídos atentos.

Una representación típica de la obra dura unos 27 minutos.

## Arreglos para ballet
En 1942 Colin McPhee, amigo íntimo de Britten, arregló las Variaciones para dos pianos, que se utilizarían para el ballet Jinx de Lew Christensen.
En 1949, Arthur Oldham, el único alumno privado que Britten tuvo, arregló la obra para orquesta sinfónica completa, para el ballet Le Rêve de Léonor de Frederick Ashton. Se estrenó el 26 de abril de 1949 en el Prince's Theatre de Londres, por el Ballet de París de Roland Petit.
Twyla Tharp también ha utilizado la música para un ballet, How Near Heaven.
Hans van Manen creó la coreografía Frank Bridge Variations para la composición en 2005, para el Ballet Nacional de Holanda, con diseño de decorados y vestuario de Keso Dekker.